# Cingulum (riem)
Een cingulum of singulum (Latijn: cingere, omringen) betekent letterlijk 'ceintuur' of 'riem', maar wordt specifiek gebruikt om te verwijzen naar een soort gordel die over het middel wordt gedragen door aanhangers van wicca.
Het cingulum wordt vaak gegeven aan een wicca in opleiding en gebruikt voor elk volgend ritueel. Van oudsher zijn cingulums negen meter lang (negen van drie maal drie, het magische getal), en worden gebruikt om een magische cirkel te vormen voor een ritueel.
In veel tradities van wicca geeft de kleur van het cingulum van een persoon aan welke rang van initiatie hij heeft bereikt. In verschillende Australische covens bijvoorbeeld, duidt groen een beginner aan, wit een inleiding van de eerste graad, blauw voor de tweede, en een gevlochten rood, wit en blauwe voor de derde. De Hogepriester draagt een gouden cingulum (symbool van de zon), en de Hoge Priesteres draagt zilver (symbool van de maan).